# Driftwood (film, 2007)
Pour les articles homonymes, voir Driftwood (homonymie).
Pour plus de détails, voir Fiche technique et Distribution.
Driftwood est un court métrage américain, réalisé par Michelle Steffes, sorti en 2007.

## Synopsis
Blaire Farrow n'est pas ravie de sa vie : son travail l'ennuie, elle passe son temps à se quereller avec son collègue Jimmy et cela fait très longtemps qu'elle n'a pas eu de rendez-vous amoureux. C'est alors qu'elle fait la connaissance d'un homme séduisant, mais amnésique…

## Fiche technique
- Titre : Driftwood
- Titre original : Driftwood
- Réalisation : Michelle Steffes
- Scénario : Michelle Steffes
- Musique : Dale Bryson, Steve Elkins, Ryan Pue, Jay Sengstock
- Directeur de la photographie : Aaron Schuh
- Montage : Ben Bays
- Distribution des rôles : Katie Taylor
- Direction artistique : Cassandra DeCuir, Denise Radka
- Costumes : Ashley Rhodes
- Production : Ben Bays, Maggie Malone, Shalena Oxley
- Pays d'origine :  États-Unis
- Genre : Thriller
- Durée : 19 minutes

## Distribution
- Melinda Page Hamilton : Blaire Farrow
- Nate Torrence : Jimmy
- Patricia Rae (en) : Carla Alvarez
- Adam Van Conant : le jeune homme

## Récompenses et distinctions

### Récompenses
- Rhode Island International Film Festival 2007 :
  - Prix du public du meilleur court-métrage